# Окито, Жозеф
Жозеф Окито (фр. Joseph Okito; 5 февраля 1910 — 17 января 1961) — конголезский политик левонационалистического толка, вице-председатель Сената Демократической республики Конго, сподвижник Патриса Лумумбы и один из лидеров партии Национальное движение Конго.

## Биография
Родился в деревне Кояпонго (территория Лусамбо, Бельгийское Конго). Был представителем évolués (местных жителей, которым удалось получить образование европейского образца), продолжительное время работал в колониальной администрации. В 1957 году был кооптирован в совет провинции Касаи, в котором пробыл до 1959 года, когда возглавил Сельский союз Конго, затем влившийся в умеренную Национальную партию прогресса, однако Лумумба убедил Окито присоединиться к более радикальному Национальному движению Конго.
В марте 1960 года был вице-президентом конгресса в Лоджа, затем стал сенатором от Касаи и заместителем председателя Сената (с 22 июня 1960 года) в уже независимом Конго.
В ходе Конголезского кризиса, когда Патрис Лумумба был под давлением внутренних противников, западных корпораций и правительств смещён с поста премьер-министра, Окито был 7 сентября 1960 года назначен в состав примирительной комиссии, призванной разрешить спор премьера Лумумбы и президента Касавубу.
Однако после путча Мобуту Окито был следом за Лумумбой схвачен сепаратистами Катанги и убит в январе 1961 года вместе с самим Лумумбой и Морисом Мполо. К убийству были непосредственно причастны высокопоставленные руководители «Государства Катанга» — Чомбе, Мунонго, Кибве, Кимба, Сапве.
В результате убийства Лумумбы, Окито и Мполо 21 февраля 1961 года была принята резолюция 161 Совета Безопасности Организации Объединенных Наций, требующая незамедлительных мер по предотвращению возникновения гражданской войны в Конго.